# روسکویه بایباکوو
روسکویه بایباکوو (انگلیسی: Russkoye Baybakovo) یک شهرک در شهرستان میشکینسکی استان باشقیرستان کشور روسیه است.